# Арш (Канталь)
Арш (фр. Arches, окс. Archas) — коммуна во Франции, находится в регионе Овернь. Департамент — Канталь. Входит в состав кантона Морьяк. Округ коммуны — Морьяк.
Код INSEE коммуны — 15010.
Коммуна расположена приблизительно в 400 км к югу от Парижа, в 80 км юго-западнее Клермон-Феррана, в 45 км к северу от Орийака.

## Население
Население коммуны на 2008 год составляло 183 человека.
| 1962 | 1968 | 1975 | 1982 | 1990 | 1999 | 2008 |
| ---- | ---- | ---- | ---- | ---- | ---- | ---- |
| 237  | 248  | 209  | 198  | 174  | 173  | 183  |

## Экономика
В 2007 году среди 99 человек в трудоспособном возрасте (15—64 лет) 73 были экономически активными, 26 — неактивными (показатель активности — 73,7 %, в 1999 году было 60,0 %). Из 73 активных работали 64 человека (33 мужчины и 31 женщина), безработных было 9 (6 мужчин и 3 женщины). Среди 26 неактивных 6 человек были учениками или студентами, 12 — пенсионерами, 8 были неактивными по другим причинам.

## Достопримечательности
- Церковь Сен-Жюльен в неоготическом стиле (XII век). Памятник истории с 1927 года[3]

## Фотогалерея
- Мост Сен-Проже
- Мост Сен-Проже
- Карта коммуны